# Kanawha River
Der Kanawha River ist ein 156 km langer, linker Nebenfluss des Ohio River in West Virginia.
Als größter innerhalb des Bundesstaates liegender Wasserweg bildete der Fluss ab der Mitte des 19. Jahrhunderts eine bedeutende Wirtschaftsregion.
Der Fluss entsteht bei der Stadt Gauley Bridge im Nordwesten des Fayette Countys, etwa 55 km südöstlich von Charleston durch den Zusammenfluss von New River und Gauley River. Er fließt stets in nordwestlicher Richtung in einem gewundenen Verlauf über das nicht-glazial geprägte Allegheny-Plateau durch die Countys Fayette, Kanawha, Putnam und Mason. Dabei passiert er die Städte Charleston und Saint Albans, sowie eine Reihe kleinerer Ortschaften. Er mündet bei Point Pleasant in den Ohio River.
Das Flusstal weist bedeutende Lagerstätten von Kohle und Erdgas auf. Zu Zeiten der Kolonisierung verhinderte der stark schwankende Wasserstand des Flusses seine Verwendung als Verkehrsweg. Die Beseitigung von Felsen und Baumstümpfen am Unterlauf während der 1840er Jahre ermöglichte die Schifffahrt, die nach dem Beginn des Baus von Schleusen und Wehren im Jahre 1875 ausgeweitet wurde. Heute ist der Fluss schiffbar bis Deep Water, einer Ortschaft etwa 35 km flussaufwärts von Charleston.
Unterhalb von Charleston liegt an den Ufern des Flusses die größte Konzentration der chemischen Industrie in den Vereinigten Staaten., weshalb das Tal des Kanawha auch als Chemical Valley bezeichnet wird. Schon in den 1960er Jahren errichteten DuPont, Monsanto und Union Carbide große Anlagen, letztere gehört nach mehreren Fusionen heute Bayer CropScience. Die Werke tragen einen wesentlichen Teil zur Wirtschaft West Virginias bei.

## Nebenflüsse
Abgesehen von New River und Gauley River münden in den Kanawha River bei Charleston der Elk River, bei Saint Albans der Coal River und bei Poca der Pocatalico River ein.

## Städte entlang des Kanawha River
| - Bancroft - Belle - Buffalo - Cedar Grove - Charleston - Chesapeake - Dunbar - East Bank - Eleanor | - Gauley Bridge - Glasgow - Handley - Henderson - Jefferson - Leon - Marmet - Montgomery - Nitro | - Poca - Point Pleasant - Pratt - Saint Albans - Smithers - South Charleston - Winfield |

## Varianten des Namens
Das Geographic Names Information System gibt für den Kanawha River eine Reihe von abweichenden Namen an:
| - Big Connawas River - Big Connawas River - Big Kanawha River - Canawha - Canhawa River - Chinidashhichetha - Chinodahichetha River - Chinodashichetha - Chinondaista - Great Canawha River - Great Kanawha River - Great Kanhawa River | - Great Kanhaway River - Great Kehhawa River - Great Kenhawa River - Great Kenhaway River - Great Konhaway River - Great Konhawayriver - Kanahaway River - Kanawa River - Kanawah River - Kanaway River - Kanawhy River - Kanhaway River | - Kannawha River - Keanawha River - Kenhaway River - Keninsheka - Kinhaway River - Kunhaway River - Le-we-ke-o-mi - New River - Pi-que-me-ta-mi - Pique-me-ta-nei - Woods River |

## Highways
- Die Interstate 64 überquert den Kanawha River viermal in der Umgebung von Charleston.